# Gare d'Achicourt
Vous lisez un « bon article » labellisé en 2016.
La gare d'Achicourt est une gare ferroviaire française fermée de la ligne d'Arras à Saint-Pol-sur-Ternoise, située sur le territoire de la commune d'Achicourt, dans le département du Pas-de-Calais, en région Hauts-de-France.
Simple poste de bifurcation mis en service en 1876 par la Compagnie des chemins de fer du Nord, lors de l'ouverture de la ligne de Doullens à Arras, il est complété par une halte voyageurs en 1910 ; cette dernière est détruite durant les deux guerres mondiales. Jusqu'à sa fermeture en 2011, elle fut une halte de la Société nationale des chemins de fer français (SNCF) desservie par des trains TER Nord-Pas-de-Calais.

## Situation ferroviaire

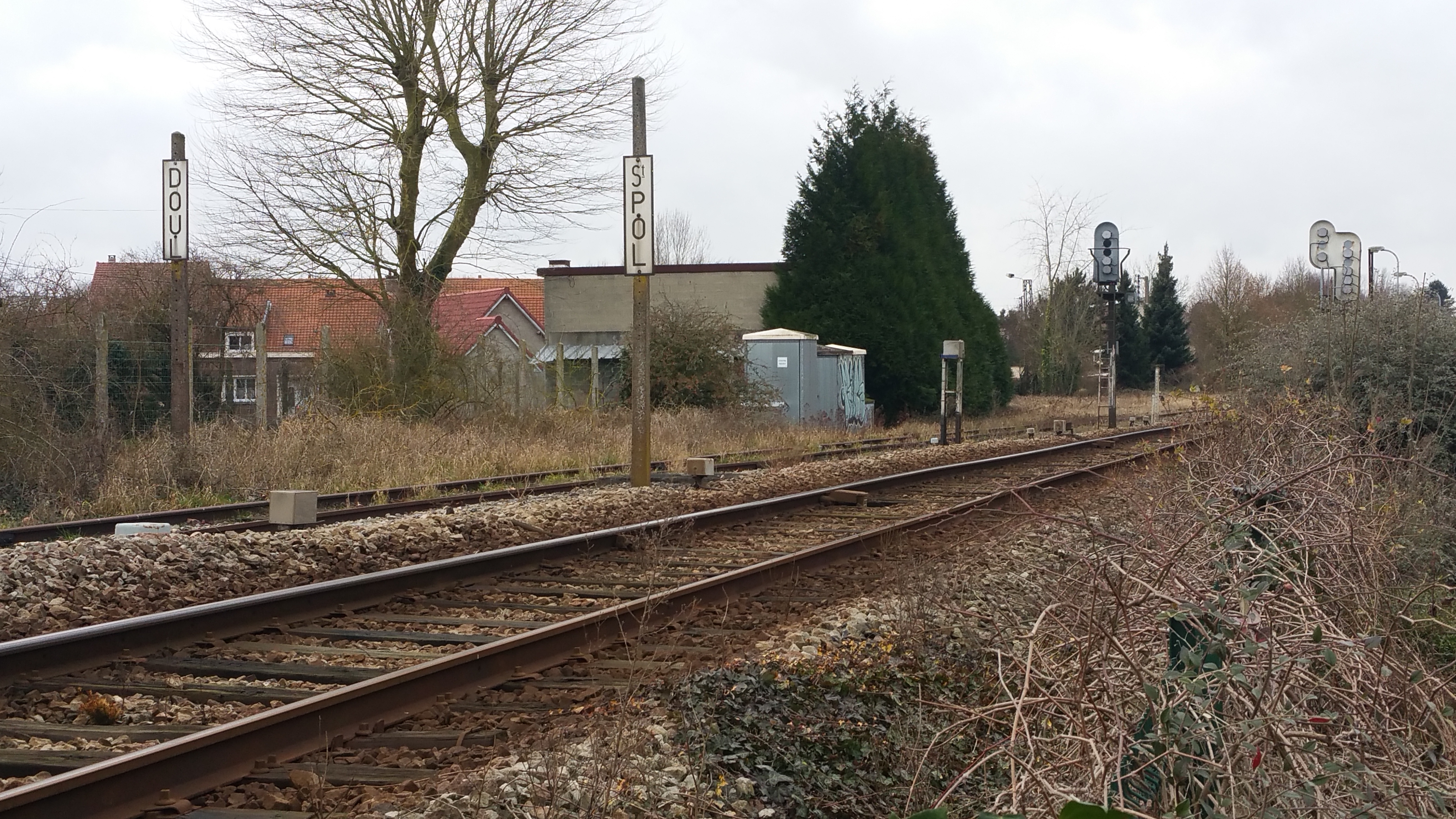
Voies uniques de chacune des deux lignes (avec les pancartes indiquant les directions de Saint-Pol et Doullens), peu avant la gare.

Établie à 70 mètres d'altitude, la gare d'Achicourt est située au point kilométrique (PK) 192,740 de la ligne d'Arras à Saint-Pol-sur-Ternoise, entre les gares ouvertes d'Arras et de Marœuil.
Elle est également située au PK 78,005 — entre la gare fermée de Wailly et la gare ouverte d'Arras — de la ligne de Doullens à Arras, jumelée à la première ligne entre la gare d'Arras et un point situé à 2,24 kilomètres à l'ouest-sud-ouest de celle d'Achicourt.

## Histoire
La bifurcation d'Achicourt, sur la ligne d'Arras à Saint-Pol-sur-Ternoise, est mise en service le 15 mai 1876 par la Compagnie des chemins de fer du Nord (Nord), lorsqu'elle ouvre à l'exploitation sa ligne de Doullens à Arras,.

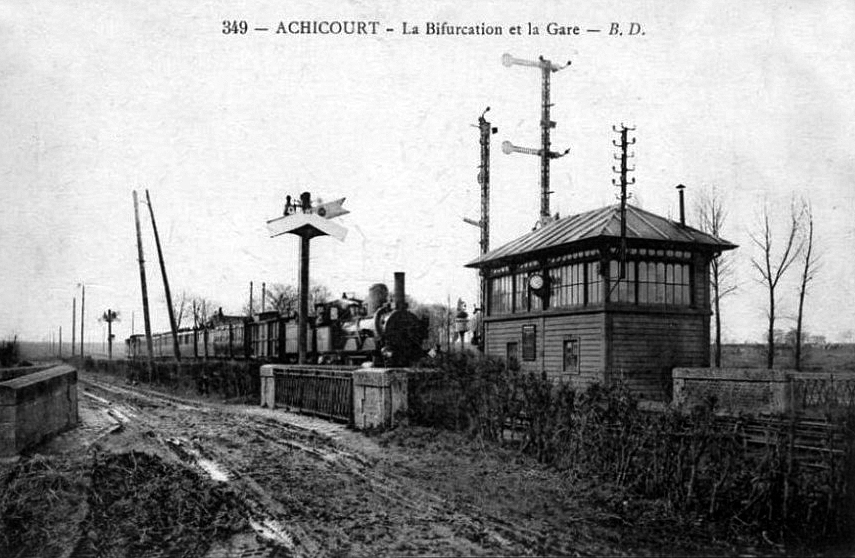
Bifurcation et halte, au début du XXe siècle.

Lors de sa séance du 18 août 1909, le conseil général du Pas-de-Calais adopte un vœu, transmis à l'administration, pour l'établissement d'une halte à Achicourt, à la bifurcation des lignes d'Arras à Saint-Pol et de Doullens à Arras. Les conseillers argumentent sur le fait que les trains s'arrêtent déjà pour les besoins du service de la bifurcation. De plus, la révolution industrielle transforme la commune d'Achicourt : la proportion de paysans est en diminution, et des cheminots s'installent dans la commune à la suite de l'ouverture de la ligne Paris – Lille et de la gare d'Arras en 1846. Par dépêche du 21 novembre 1909, le ministre des Travaux publics informe le préfet qu'il attend le résultat des négociations entre la commune et la compagnie du Nord pour soumettre à l'instruction la création d'un point d'arrêt à Achicourt.
La municipalité d'Achicourt et la compagnie du Nord arrivent à conclure un accord qui inclut la prise en charge du financement de l'aménagement par la commune, qui vote une subvention de 4 120 F le 10 mars 1910. La compagnie établit la halte près du poste de la bifurcation ; ce point d'arrêt dispose alors de deux quais, mesurant chacun 100 mètres de long.
L'assemblée départementale s'intéresse de nouveau à cette halte lors de sa séance du 18 mai 1914, à la suite d'une proposition du conseiller général Jean Paris. Celui-ci constatant que l'ensemble des trains des relations Arras – Doullens et Arras – Saint-Pol marquent l'arrêt à la bifurcation, pour les besoins du service, mais qu'un grand nombre ne desservent pas la halte, demande qu'un nouvel horaire soit étudié pour que l'ensemble de ces trains de voyageurs soient mis à la disposition des voyageurs susceptibles d'utiliser cet arrêt. Le conseil général adopte le vœu de transmettre cette proposition à l'administration pour étude.

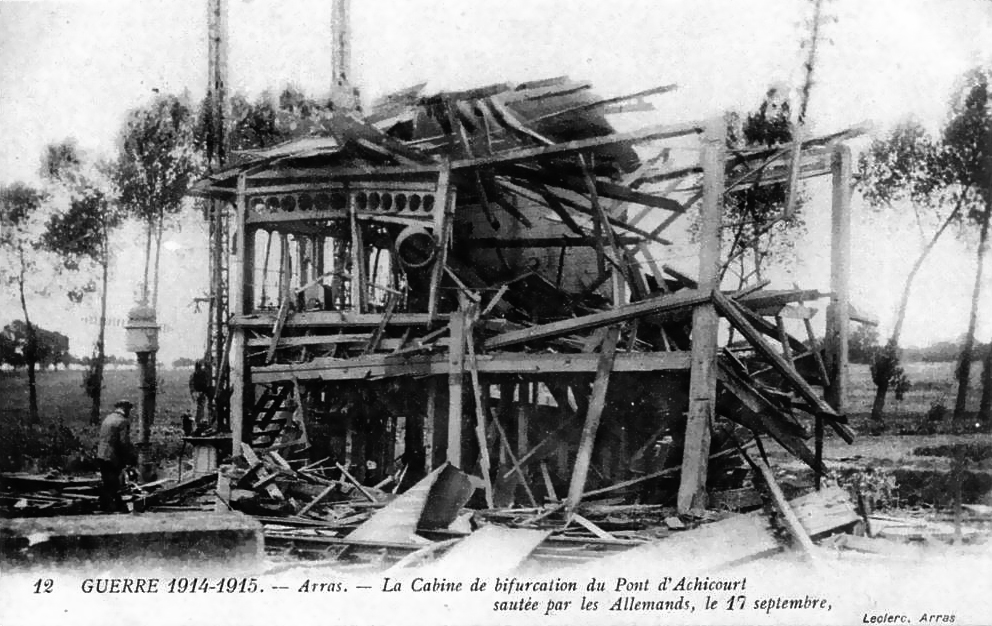
Le poste de la bifurcation détruit par l'explosion du 17 septembre 1914.

Au début de la Première Guerre mondiale, le poste de la bifurcation et la halte sont détruits par l'explosion du pont voisin sur le Crinchon, provoquée par les Allemands dans la nuit du 16 au 17 septembre 1914. Après le conflit, la commune demande à deux reprises, en 1919 puis en 1925, la réouverture de la halte, en raison de l'importance de sa population (4 000 habitants) et de son activité liée à la proximité d'Arras. En effet, la reconstruction des installations ferroviaires entraîne l'édification de plusieurs cités cheminotes entre 1921 et 1925 (à l'initiative de Raoul Dautry) pour loger la main-d'œuvre employée, dont la cité Pierre Semard située près du point d'arrêt.
En 1927, la compagnie du Nord répond négativement à cette demande en argumentant sur le fait qu'avant la guerre, ce point d'arrêt coïncidait avec le poste de bifurcation. Or, celui-ci, détruit en 1914, a été reconstruit à un nouvel emplacement qui ne correspond plus avec celui de la halte. La compagnie considère donc qu'il est impossible en imposant deux arrêts de gérer le service des circulations, qui nécessite une grande rigueur des horaires pour le croisement des trains. Elle confirme donc qu'elle renouvelle son refus, déjà exprimé, pour cette demande.
Néanmoins la municipalité réussit à convaincre, puisqu'un avant-projet pour la reconstruction de la halte est présenté, et le 29 janvier 1930, un décret autorise la perception de surtaxes pour le financement des travaux qui sont terminés cette même année. Lors de cette reconstruction, l'arrêt est équipé de quais plus longs de cinquante mètres par rapport à ceux d'avant 1914 — afin de tenir compte de la longueur plus importante des trains —, et la commune y installe un éclairage à incandescence. La desserte peut reprendre, et en mai 1936, le « point d'arrêt » d'Achicourt est desservi par cinq aller-retour de la relation Arras – Doullens ; il se situe entre Arras et le point d'arrêt de Wailly.
Elle intègre le réseau de Société nationale des chemins de fer français (SNCF) en 1938, lors de la création de cette dernière. La ligne vers Doullens est fermée aux voyageurs la même année, avec une courte réouverture durant la Seconde Guerre mondiale (du 1er septembre 1940 au 5 mai 1941). La halte est de nouveau détruite pendant ce conflit, puis est remise en service. N'étant alors desservie que par une seule des deux lignes à voie unique qui la traversent, l'un des quais latéraux est supprimé.
D'octobre à novembre 2000, une fresque murale est réalisée par des artistes d'une association locale. Inaugurée le 16 décembre de la même année, en présence notamment de délégués de la municipalité et de la SNCF, elle représente l'ancienne halte, ainsi que la liaison ferroviaire Arras – Saint-Pol – Boulogne en 1876.
Desservie par des trains TER Nord-Pas-de-Calais, elle est fermée en 2011, lors de la mise en place des nouveaux horaires permettant le cadencement.

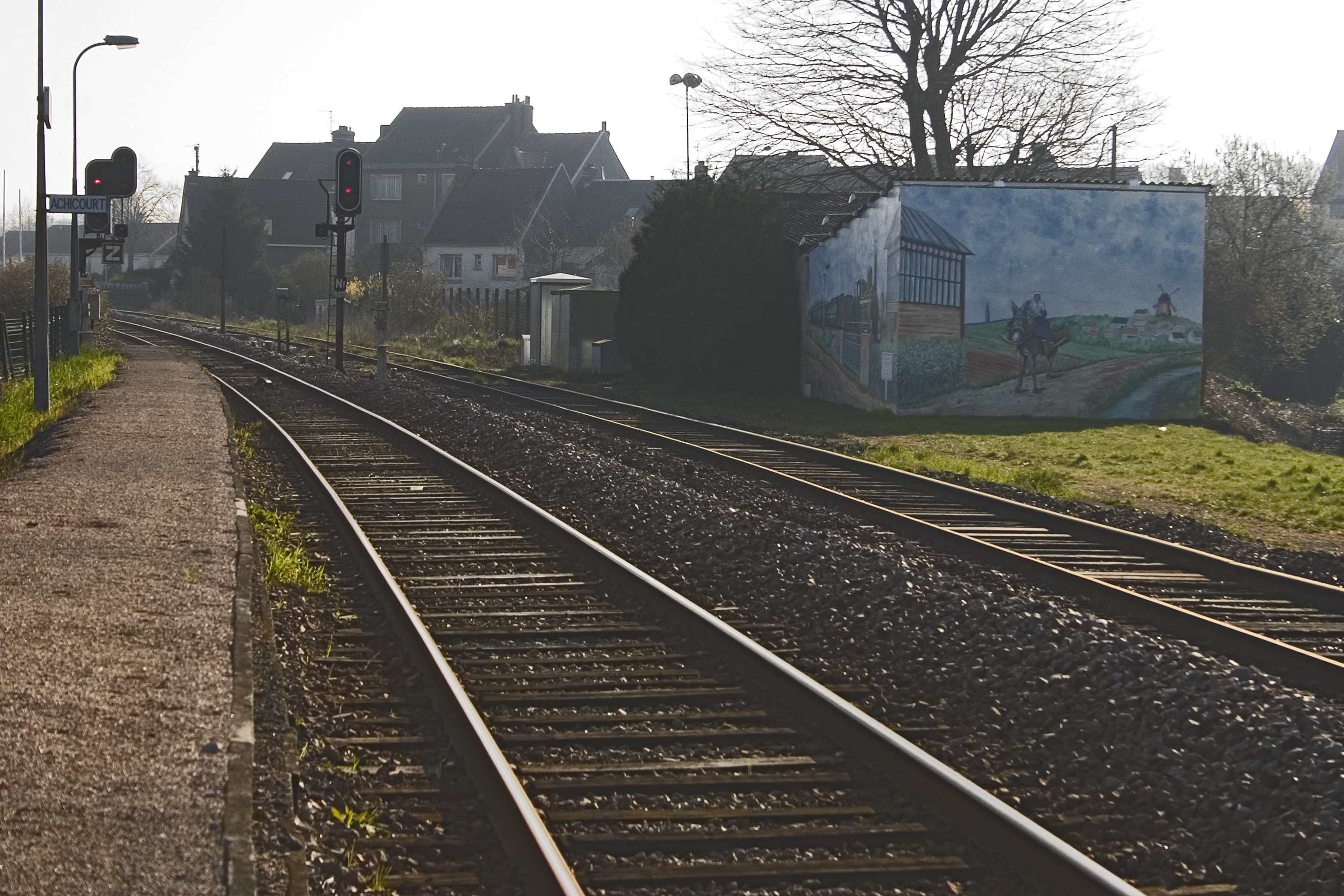
La halte vue en 2008, lorsqu'elle était encore en service.
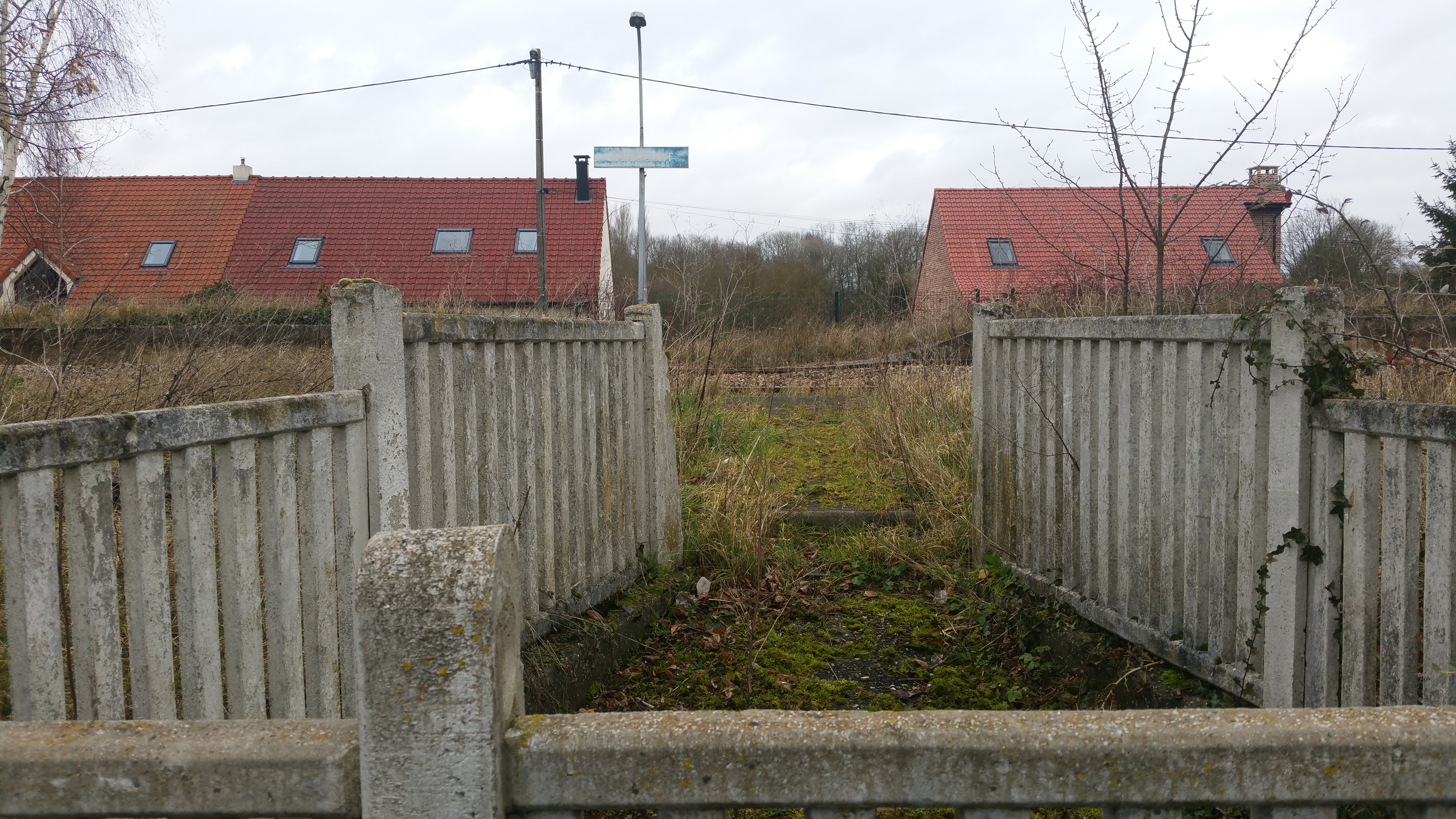
L'ancien accès au quai, dans son état de février 2016. Ce dernier étant situé de l'autre côté des voies, leur traversée par une TVP (désormais disparue) était nécessaire.